# Theology (rivista)
 Thoelogy  è rivista accademica di teologia sistematica e pastorale, studi biblici, storia, filosofia ed etica. 
Fondata nel 1920 dall'editore Ernest Gordon Selwyn, fino al 1975 fu pubblicata con periodicità mensile. A partire dall'anno successivo, Theology divenne una rivista bimestrale.
Dal 2010, SAGE Publishing gestisce la pubblicazione e la distribuzione online della rivista , per conto della Society for the Promotion of Christian Knowledge, un'organizzazione missionaria e caritatevole della Chiesa d'Inghilterra.
Gli articoli, pubblicati in inglese, sono sottoposti a revisione paritaria e sono indicizzati da ProQuest e da Religious and Theological Abstracts.